# 4429 Chinmoy
A 4429 Chinmoy (ideiglenes jelöléssel 1978 RJ2) a Naprendszer kisbolygóövében található aszteroida. Nyikolaj Sztyepanovics Csernih fedezte fel 1978. szeptember 12-én.
Az aszteroida  a bengáli író, költő és filozófus Srí Csinmojról (1931-2007) kapta a nevét

### Angol nyelven

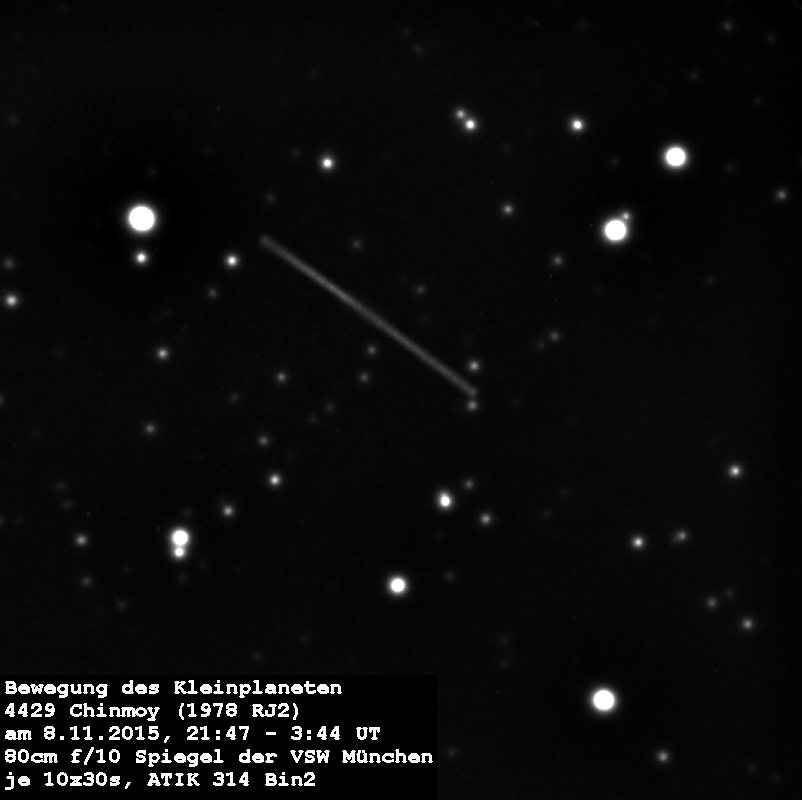
Kép 4429 Chinmoy

- Minor Planet Center
- nasa.gov
- Orbit